# Люблинский музей
Люблинский музей (пол. Muzeum Lubelskie) расположен в Люблинском замке. В коллекциях музея хранятся предметы по археологической, военно-исторической, нумизматической, художественной и этнографической тематикам.

## История
В 1901 году Хероним Лопацинский организовал в Люблине две выставки. Предметы искусства и старины экспонировались с 4 июня в принадлежавшем доминиканцам здании, а с 22 июня на сельскохозяйственно-промышленной выставке был открыт павильон этнографии, где были представлены народные костюмы, обрядовые предметы, поделки из дерева. В это время было собрано около четырёх тысяч экспонатов, и за последующие годы из количество постепенно возрастало.
На базе собранных предметов было решено создать музей, который открыл свои двери 12 декабря 1906 года.

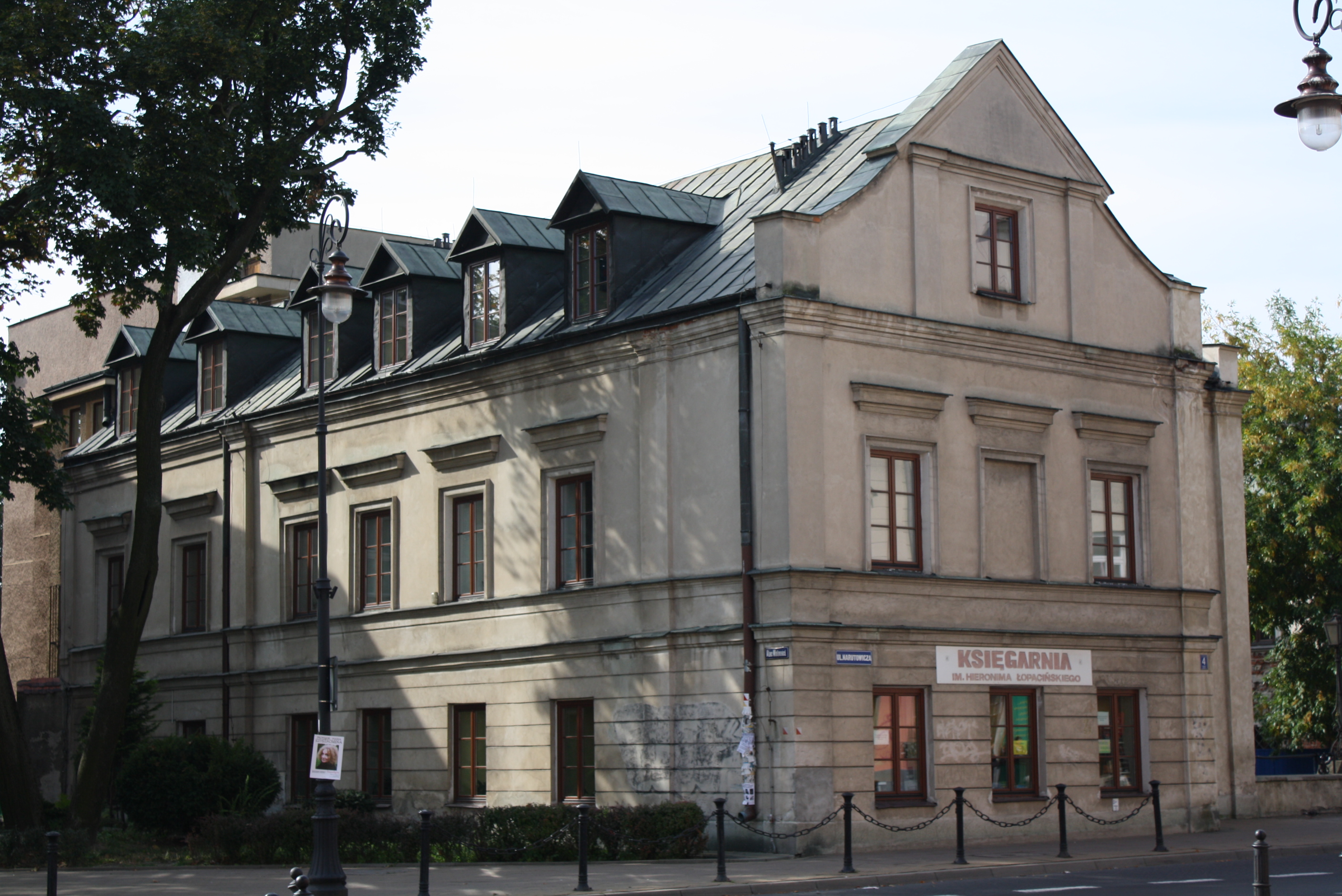
Улица Нарутовича, дом 4

В 1914 году для поддержки музея, пополнения коллекций, поддержки научной работы и популяризации науки и искусств было создано Общество «Люблинский музей», во главе которого стал Шимон Тадеуш Пиотровский. Уже в этом году за 53 тысячи рублей для музея был приобретён участок со зданиями пиаристов на Наместнической улице (в настоящее время — улица Нарутовича, дом 4). Несмотря на начавшуюся войну, ремонтные работы и подготовка коллекций продолжалась, и 18 февраля 1923 года здание музея по новому адресу было торжественно открыто.
Разработанный в 1934 году Устав Люблинского музея утверждал региональный характер собирания коллекции.
Вторая мировая война серьёзно повлияла на деятельность музея. В самом начале войны, 9 сентября 1939 года, в результате бомбёжки Люблина музей сильно пострадал: были частично разрушено здание, утрачены некоторые коллекции и документы. После установления режима оккупации руководить музеем были назначены Эрвин Рихтер и Карл Людвиг. В это время из музея и его хранилищ активно вывозились различные экспонаты, в том числе наиболее ценные. В 1940 году в здании музея был организован склад, на который свозились ценные предметы искусства и старины со всего востока Польши.
28 июля 1944 года Польским комитетом национального освобождения был назначен директором музея Виктор Зюлковский (пол. Wiktor Hermogenes Ziółkowski). Была проведена инвентаризация сохранившегося имущества, оценены утраты. И только через два года, 30 октября 1946 года, музей снова открыл свои двери для посетителей.
1 января 1950 года Польская Республика национализировала и спустя год переименовала музей в Краеведческий. В связи с ростом коллекций в 1954 году под музей был передан Люблинский замок, и из здания на улице Нарутовича музей выехал. С 1987 года музей носит прежнее название — Люблинский музей.
Главное здание музея на сегодняшний день по-прежнему располагается в Люблинском замке, также в подчинении у него находятся четыре музея в Люблине и ещё пять — в Люблинском воеводстве.

## Коллекции
Всего в коллекциях музея хранится свыше 170 тысяч различных экспонатов.

### Археологическая коллекция
Археологическая коллекция музея насчитывает до 53 тысяч экспонатов, в том числе связанных с историей Люблинского региона с IX по XIX век.
С 1951 года, помимо прочего, археологические фонды регулярно пополняются за счёт раскопок, выполняемых сотрудниками самого музея.

### Этнографическая коллекция
Этнографическая коллекция музея насчитывает порядка 25 тысяч экспонатов XVII — начала XX веков. С 60-х годов сбор коллекции был приостановлен в связи с появлением в Люблине Музея люблинской деревни. Тем не менее, в экспозиции музея представлены предметы народного искусства и прикладных ремёсел.

### Художественное собрание

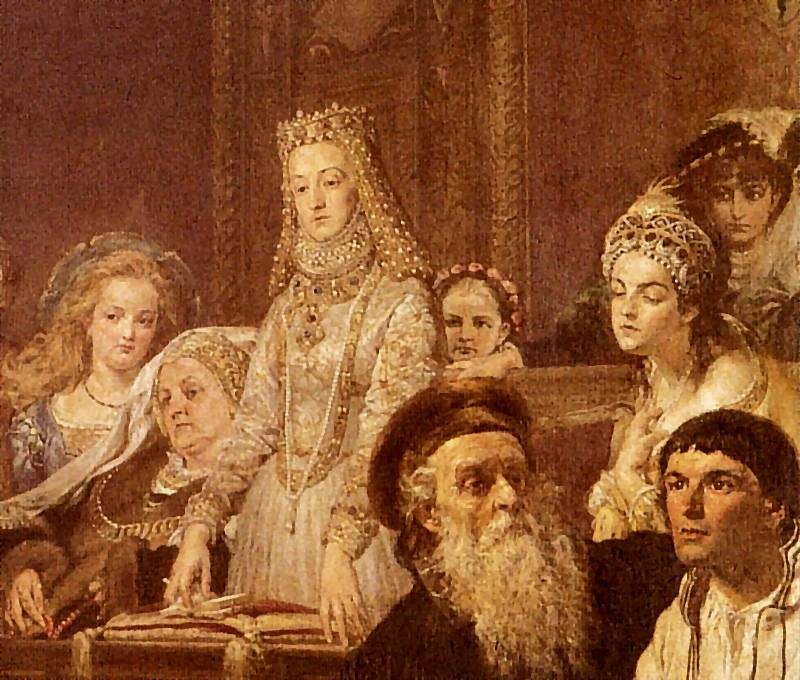
Ян Матейко, «Портрет Анны Ягеллонки»

В музее представлены коллекции гравюр, живописи и прикладного искусства.
В коллекции гравюр насчитывается до десяти тысяч гравюр, графики, акварелей, пастелей, созданных начиная с XVII века. Наибольшую часть коллекции представляют произведения польских мастеров, но также представлены и работы зарубежных авторов. Среди них: Абрахам Хогенберг, Ян Александер Горчин, Ян Кантий Гумовский, Леон Ян Вычулковский, Витольд Хомич, Максимилиан Брожек, Станислав Залевский, Наполеон Орда, Ян Матейко, Александр Герымский, Пётр Михаловский, Юзеф Хелмоньский, Станислав Выспяньский, Теодор Аксентович, Юлиан Фалат, и других, в том числе немногочисленные работы таких всемирно признанных мастеров, как Рембрандт и Стефано делла Белла.
В коллекции живописи более 1600 работ преимущественно польских и в небольшом количестве других европейских художников XVII—XX веков. Среди представленных авторов: Александр Кокуляр, Аполонюш Кендзерский, Казимир Альхимович, Луи де Сильвестр, Юзеф Рейхан, Йозеф Зимлер, Ян Ксаверий Каневский, Франц Ксавер Лампи, Юзеф Брандт, Януарий Суходольский, Войцех Герсон, Зыгмунт Айдукевич, Францишек Костжевский, Яцек Мальчевский, Ян Станиславский, Конрад Кржижановский, Ольга Бознанская, Титус Чижевский, Тадеуш Маковский, Эугениуш Зак, Генрик Стажевский, Владислав Стржеминский, Роман Крамштык, Ежи Новосельский, Тадеуш Кантор, Зыгмунт Валишевский, Ян Лебенштейн и другие, в том числе такие европейские мастера, как Хендрик Тербрюгген, Абрахам Хондиус, Франс Франкен Младший, Караваджо и Михаэль Вильманн.
Коллекция прикладного искусства насчитывает свыше трёх тысяч предметов из керамики, стекла, металла, текстиля и дерева (в том числе мебель). Особенно обширна коллекция польского и европейского фарфора.

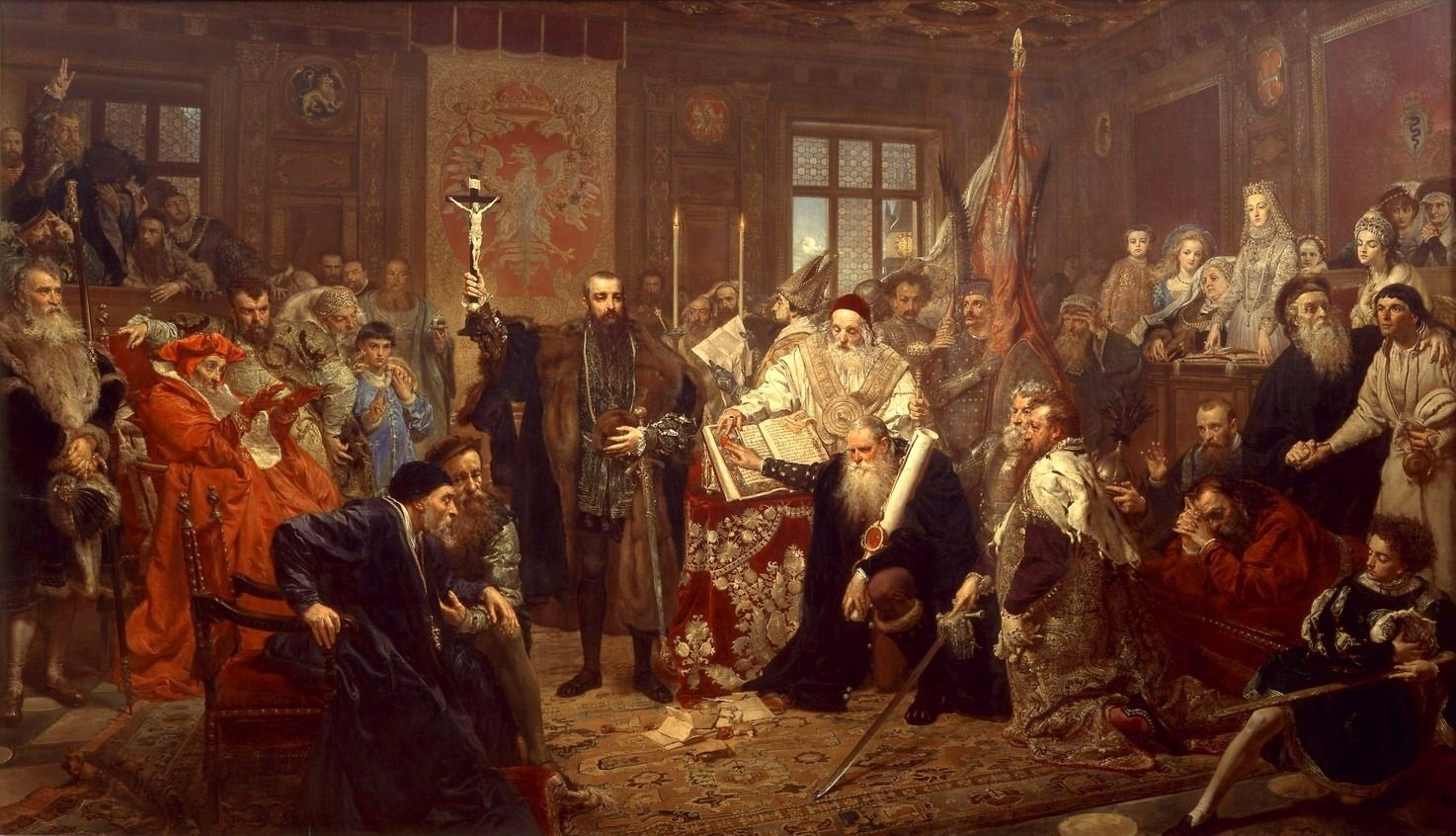
Ян Матейко, «Люблинская уния»
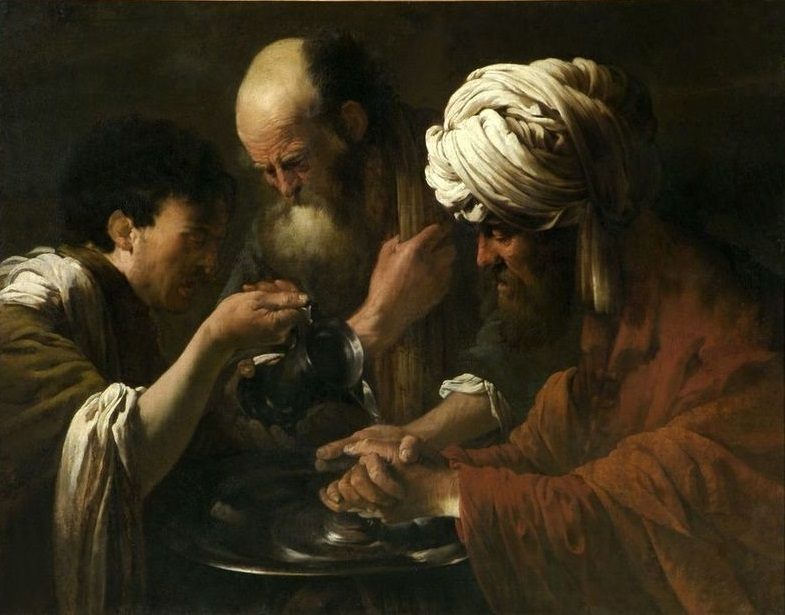
Хендрик Тербрюгген, «Пилат умывает свои руки»
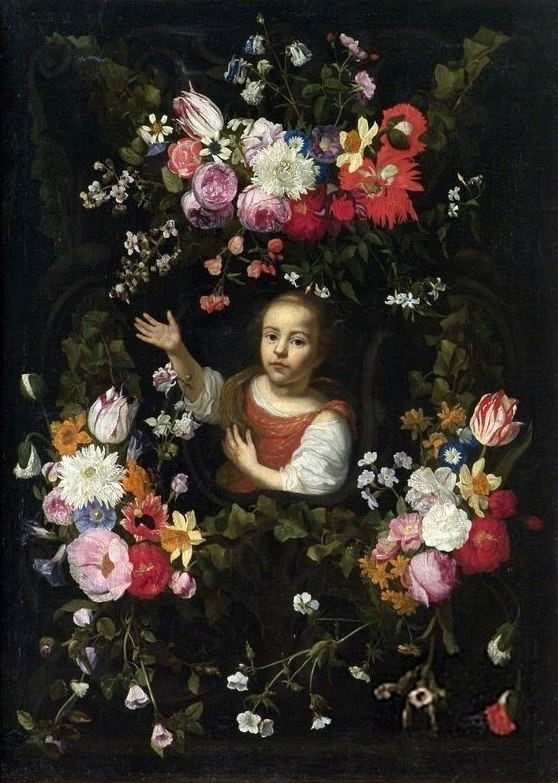
Ян Филипп ван Тилен, «Девочка внутри гирлянды цветов»
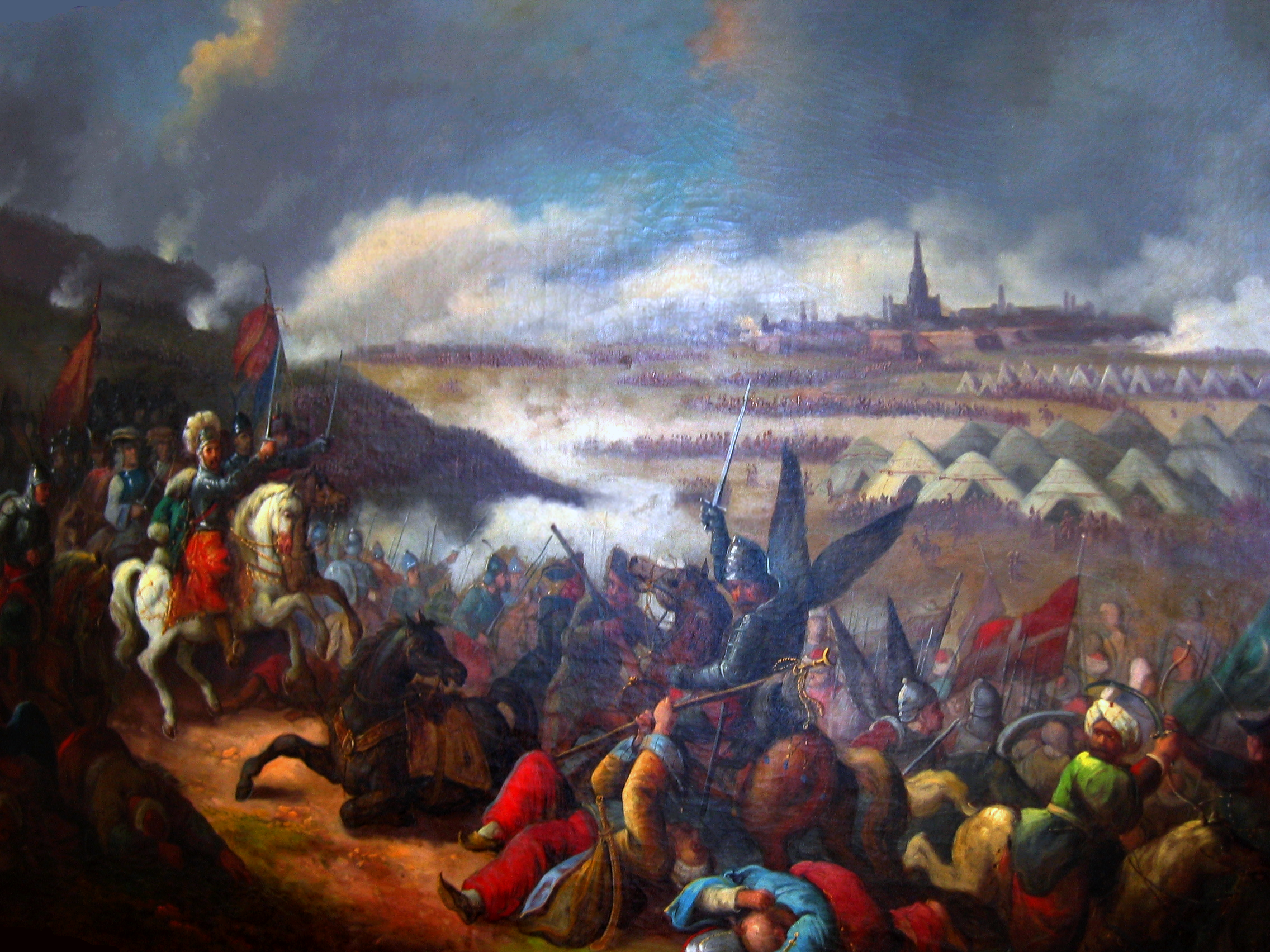
Ян Дамель, «Венская битва. 1683 год»
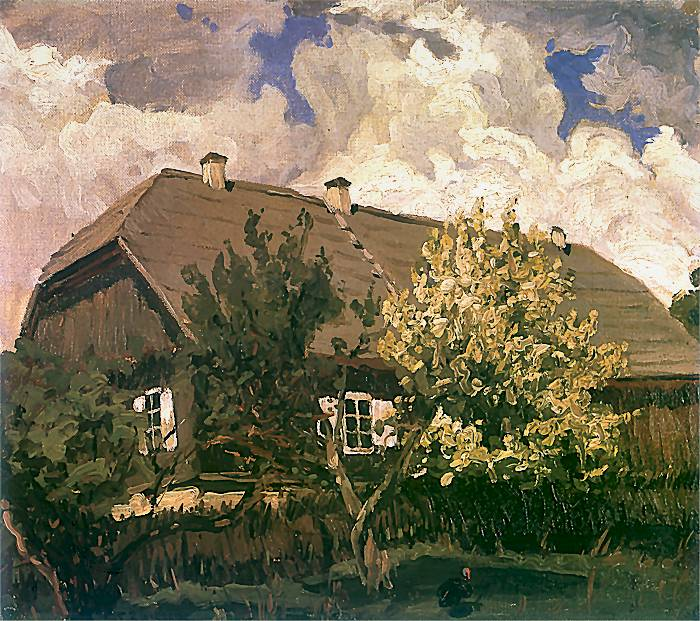
Фердинанд Рущиц, «Усадьба в Бохданове»
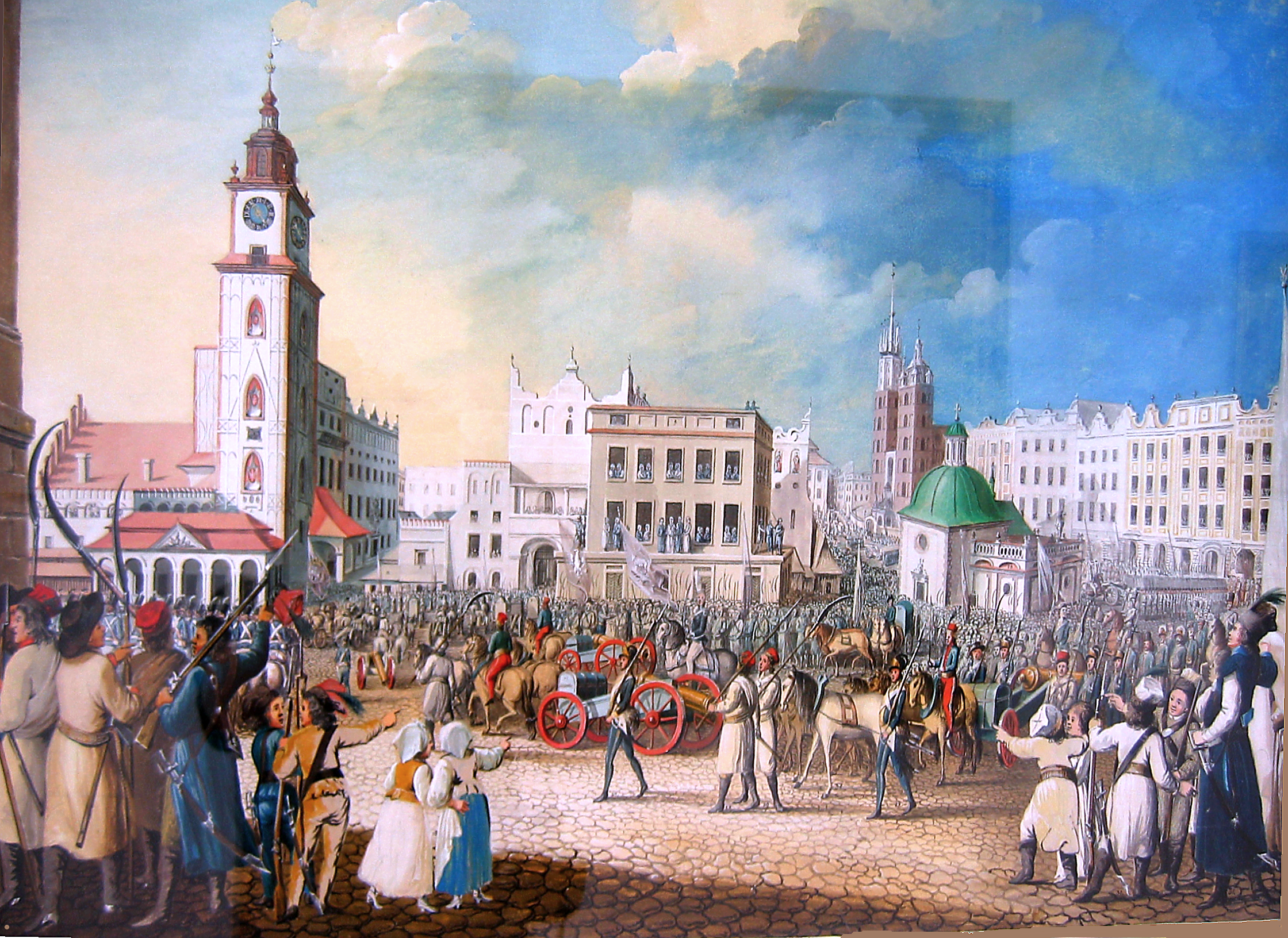
Михал Стахович, «Вступление в Краков с российскими пушками, захваченными в битве под Рацлавицами»
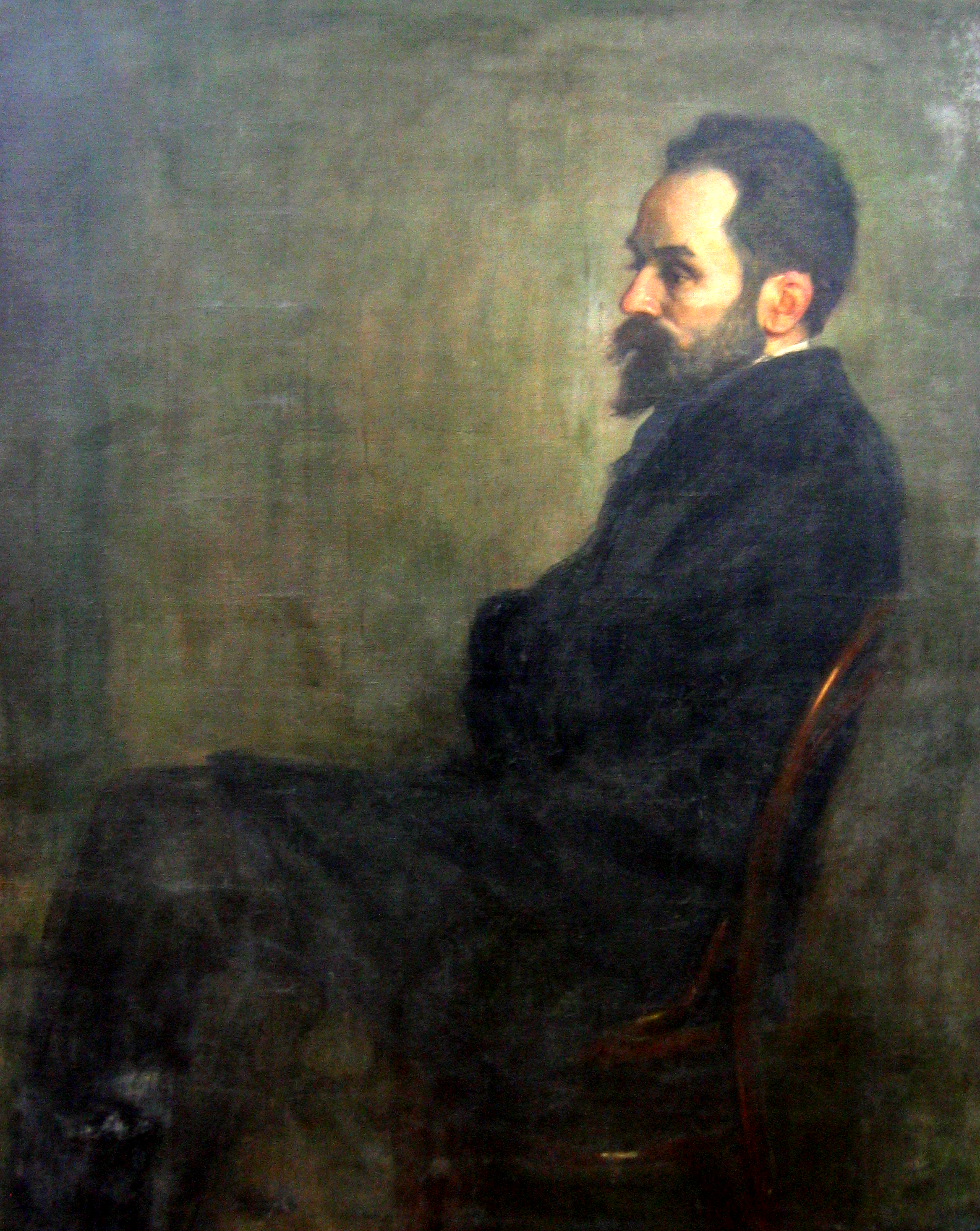
Элигиуш Невядомский, «Портрет Стефана Жеромского»

### Военно-историческая коллекция
Военно-историческая коллекция насчитывает порядка 3,5 тысяч объектов, в том числе наступательные и оборонительные вооружения, обмундирование, знаки различия и награды, а также военно-исторические документы (в том числе с автографами Тадеуша Костюшко, Юзефа Понятовского и других военных деятелей).

### Нумизматическая коллекция
Нумизматическая коллекция содержит свыше 51 тысячи предметов хранения, в том числе около 45 тысяч монет от древнейших времён до наших дней, около 4,5 тысяч медалей, медальонов и грамот, около 1,8 тысяч банкнот и около 270 знаков почтовой оплаты.

### Библиотечная коллекция
Библиотека собирает печатные издания по люблинской тематике, а также из областей музееведения, реставрации, истории искусства, археологии, нумизматики, этнографии, этнологии, истории, философии, культуры и эстетики. В настоящее время в коллекции уже около 26 тысяч книг, 6 тысяч журналов и 3 тысяч различных каталогов.

### Другое
Помимо этого, в подразделениях музея также распределены коллекции по исторической и литературно-библиографической тематикам.

## Отделы музея
В Люблинском музее работают следующие отделы:
- Отдел археологии
- Отдел этнографии
- Отдел искусств
- Зал гравюр
- Зал нумизматики
- Отдел военной истории
- Библиотека

## Внешние подразделения музея
В Люблине:
- Музей истории города Люблина

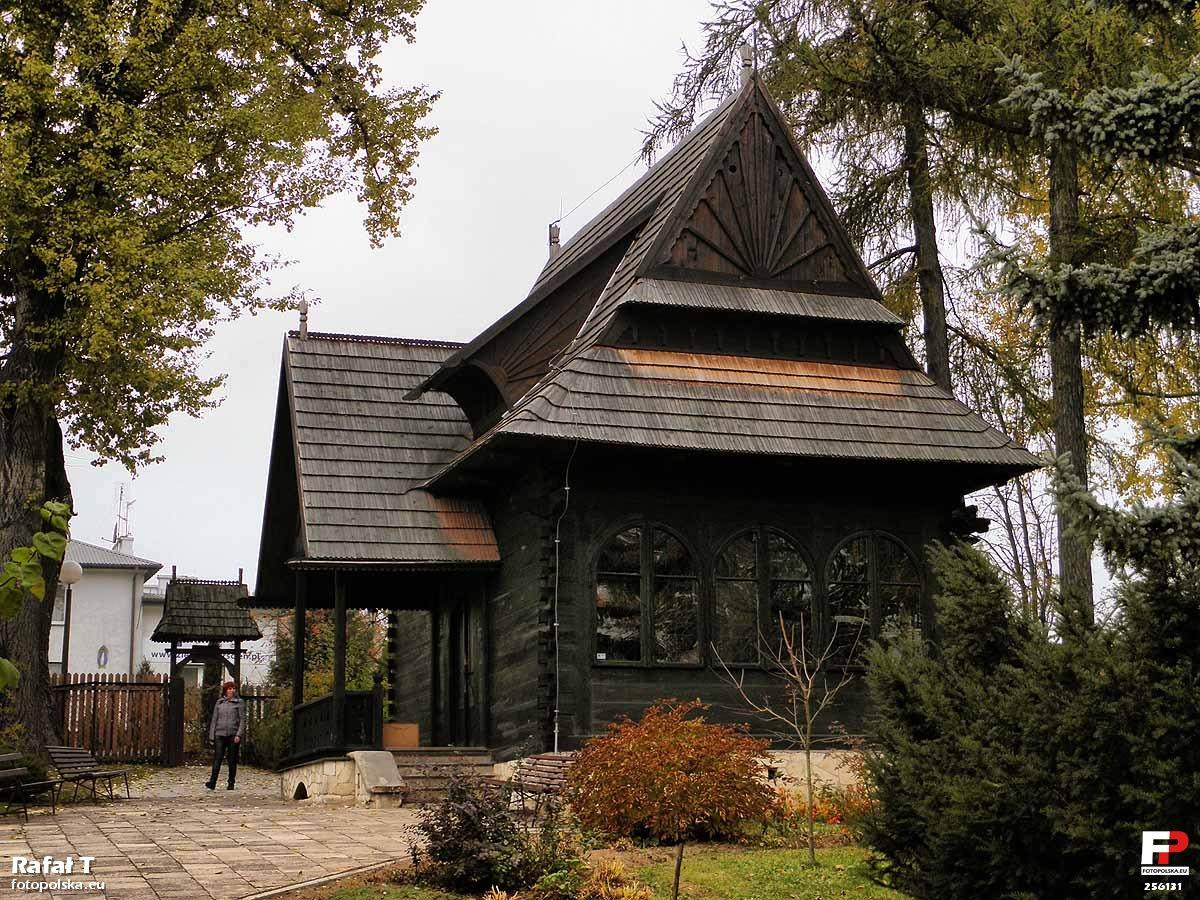
Музей Стефана Жеромского в Наленчуве

- Литературный музей имени Юзефа Чеховича
- Поместье Винцентия Поля
- Музей мученичества «Под часами»

В других городах Люблинского воеводства:
- Музей Стефана Жеромского в Наленчуве[пол.]
- Музей Болеслава Пруса в Наленчуве[пол.]
- Красникский краеведческий музей[пол.]
- Ленчненский краеведческий музей[пол.]
- Любартувский краеведческий музей[пол.]